# Mike Matusow
Michael Matusow (født 30. april 1968 i Los Angeles, Californien) er en amerikansk professionel pokerspiller, som er bosat i Henderson, Nevada. Hans kaldenavn er "The Mouth", fordi han har et ry for at tale meget ved pokerbordene. Han er også kendt for nogle gange at ødelægge spillene med voldsomme opbydninger eller fejlvuderinger af spillet. Derfor har han også kaldenavnene "Mike Matusow Blow-up" og "Mike Matusow Meltdown".
Matusow begyndte for alvor at spille poker i starten af 1990'erne. Han startede som kortgiver (pokerdealer) på Sams Town Hotel and Gambling Hall i Las Vegas, men gik derpå over på den anden side af bordet og blev professionel pokerspiller. 
Gennem tiden har han vundet tre WSOP-armbånd og er bl.a. også vinder af World Series of Poker Tournament of Champions 2005. Han har spillet over det meste af verden og har tjent mere end $7,2 millioner på poker.

## Tidlige liv
Matusow har ikke nogen formel uddannelse. Han forsøgte at blive automekaniker, men havde ikke klaret de nødvendige studier, som jobbet krævede. Senere arbejdede han i sin families møbelforretning. 
Matusows første pokerspil var video-poker, som han regelmæssigt spillede på Maxim Casino, da han var 18 år. I 1989 lærte Mike spillet Texas Hold'em. 

## World Series of Poker
Matusows første erfaring med World Series of Poker (WSOP) blev indirekte, idet han i 1998 gik ind med en tredjedel af den professionelle pokerspiller Scotty Nguyens indskud i hovedturneringen. Da Nguyen vandt eventen og førstepræmien på $1.000.000, var $333.333 dermed Matusows. 
Senere deltog han selv i turneringen, og i 2001 sluttede han som nummer 6 i WSOP-hovedturneringen, hvor han blev slået/bluffet ud af den senere mester Carlos Mortensen. Denne placering indbragte Mike Matusow $239.765. I 2004 var tv-kanalen ESPN meget interesseret i Mike Matusow, fordi han spillede hårdt mod den senere mester af WSOP Main Event 2004 Greg Raymer. 
I 2005 vandt Mike hele to gange $1.000.000, da han både blev nummer 9 ved WSOP Main Event og vandt førstepræmien i WSOP Tournament of Champions. Ved Main Eventen nåede han akkurat med til finalebordet, men måtte bøje sig for de otte andre spillere, som viste sig for stærke for Matusow. Hele Main Event-feltet bestod af 5.619 spillere, så hans præstation var stadig ganske god. Ved sidstnævnte turnering besejrede han i spil heads-up mod Hoyt Corkins. At vinde $1 million to gange på et år var der ingen andre, der havde gjort før Matusow.
I 2006 blev han nummer tre i Tournament of Champions-eventen, hvilket denne gang indbragte ham $250.000. I 2008 vandt Matusow sit tredje WSOP-armbånd, da han i en $5.000 No Limit 2-7 Draw med rebuy turnering blev nummer et og vandt $537.862. Heads-up besejrede han Jeff Lisandro. 
I Main Event samme år blev han ud af et felt på 6.844 spillere nummer 30 og vandt $193.000. 
Mike Matusow har tjent mere end $3,1 millioner alene på WSOP.

## World Series of Poker armbånd
| År   | Turnering                             | Vundet (US$) |
| ---- | ------------------------------------- | ------------ |
| 1999 | $3,500 No Limit Hold 'em              | $265,475     |
| 2002 | $5,000 Omaha Hi-Low Split 8 or Better | $148,520     |
| 2008 | $5,000 No Limit 2-7 Draw w/Rebuys     | $537,862     |

## World Poker Tour
I oktober 2004 kom Matusow på sit første World Poker Tour (WPT) finaelbord i turneringen UltimateBet Aruba Classic. Her blev han nummer 3, og tjente $250.000. I 2006 blev han runner-up (nummer 2) til Tony G. i WPT's invitations turnering Bad Boys of Poker II. I 2007 kom han på finaelbordet 2 gange, hvor han tjente $671.320 og $271.600 for henholdsvis en 2. og en 6. plads i WPT turneringerne $10.000 Bellagio Cup III og Borgata Poker Open i Atlantic City. Hans 5 finaelbord kom ved World Poker Finals i 2008, hvor han blev nummer 6 til $124.048. Dette var Matusow's 5 finaelbord. 
Han har næsten vundet $1,6 millioner i WPT sammenhæng.

## Andre poker resultater
I 2006 blev han nummer 2 i $120.000 Full Tilt Poker Pro Showdown, Las Vegas. Her tjente han $280.000. Her besejrede Matusow et felt bestående af Phil Ivey, Chris Ferguson, John Juanda, Erik Seidel og Clonie Cowen. Dog besejrede han ikke Erick Lindgren, som dermed tog sig af titlen. 
I begyndelsen af 2007 blev Matusow både nummer 2 og 3 ved NBC's Poker After Dark tv-show. I øvrigt har han også vundet en Poker After Dark titel, da han i slutningen af 2008, vandt $120.000 ved at besejre professionelle navne som David Williams, Andy Black, Lee Watkinson, Allen Cunningham og Dewey Tomko.
I 2007 deltog han i Poker Superstars III Championship sæson 3 i Las Vegas, hvor han blev nummer 1, som indbragte ham $500.000.
Mike har desuden deltaget i 3 sæsoner af High Stakes Poker. 
Hans online pokernavne/nicks er "dild lage" på UltimateBet, "mrpokejoke" på PokerStars og "Mike Matusow" på Full Tilt Poker, hvor han er også er medlem af Team Full Tilt.

## Personlige liv
Matusow er både elsket og hadet af mange pokerfans omkring i verden. Han har haft flere personlige problemer. Han er flere gange blevet fanget med kokain, og det har givet bøder på 6 måneder i både 2004 og 2005.